# 이밀 (754년)
이밀(李密, 병음 : Li Mi, 생몰년 : ?~754)은 당나라 현종 때 무장이다.
7세기 무렵 중국의 윈난(雲南), 운남 지역에는 타이족, 이족(彛族), 먀오족(苗族), 바이족(白族), 나시족(納西族), 누족(怒族)등의 민족들로 구성된 6조(詔)가 있었다. 당나라는 6조 가운데, 남조(南詔)을 지원하여 인접 국가를 병합하게 하였다. 그러나 남조(南詔)의 국력이 급성장하여, 당나라를 위협하게 되자, 여러 차례 남조(南詔)와 충돌하였다.
754년, 당나라는 이밀(李密)과 7만여명의 당군(唐軍)을 보내 남조(南詔)을 공격하였으나, 패배하였다. 당시의 전쟁을 당(唐) 현종(玄宗)의 연호(年號)를 따서, 천보전쟁(天寶戰爭)이라고 한다
이밀(李密)은 당나라가 패배하자, 중국 운남성 서부에 있는 얼하이호라는 호수에 몸을 던져 생을 마감하였다. 중국 서남부 운남성에는 이밀(李密)을 모시는 사당이 있다.